# Peter Stahlknecht
Peter Stahlknecht (Lipsia, 5 aprile 1933 – Magdeburgo, 10 novembre 2023) è stato un informatico tedesco.
Dal 1981 Stahlknecht fu titolare di una cattedra di Sistemi informativi presso l'Università di Osnabrück, dove diresse l'Istituto per la gestione delle informazioni e la corporate governance. Stahlknecht diventò professore emerito nel 1998.
Il suo libro di testo Einführung in die Wirtschaftsinformatik (Introduzione ai sistemi informativi), pubblicato insieme a Ulrich Hasenkamp, è considerato una delle opere di riferimento del settore.

## Biografia
Dopo il dottorato, Peter Stahlknecht ha lavorato per molti anni nella pratica, tra cui presso Leuna-Werke (Merseburg), Preussag ad Hannover e il centro informatico delle autorità fiscali della Renania Settentrionale-Vestfalia a Düsseldorf.
Ha scritto la sua prima abilitazione in informatica aziendale e successivamente si è trasferito alla Libera Università di Berlino nel 1976 per assumere una cattedra in informatica aziendale.
Stahlknecht è stato a lungo condirettore della rivista Wirtschaftsinformatik, la principale rivista del settore in Germania.
Si spense il 10 novembre 2023 a Magdeburgo.

## Opere
- Stahlknecht, Peter; Hasenkamp, Ulrich: Arbeitsbuch Wirtschaftsinformatik. 4. Auflage, Berlin: Springer, 2005, ISBN 3-540-26361-6.
- Stahlknecht, Peter; Hasenkamp, Ulrich: Einführung in die Wirtschaftsinformatik. 11. Auflage, Berlin: Springer, 2005, ISBN 3-540-01183-8.
- Stahlknecht, Peter: Lineare Programmierung auf dem PC. München: Oldenbourg, 1987, ISBN 3-486-20532-3.
- Stahlknecht, Peter: Fallstudie Methodik der Hardware- und Software-Auswahl in kleinen und mittleren Unternehmen. München: Oldenbourg, 1981, ISBN 3-486-25221-6.